# 高津ジャンクション

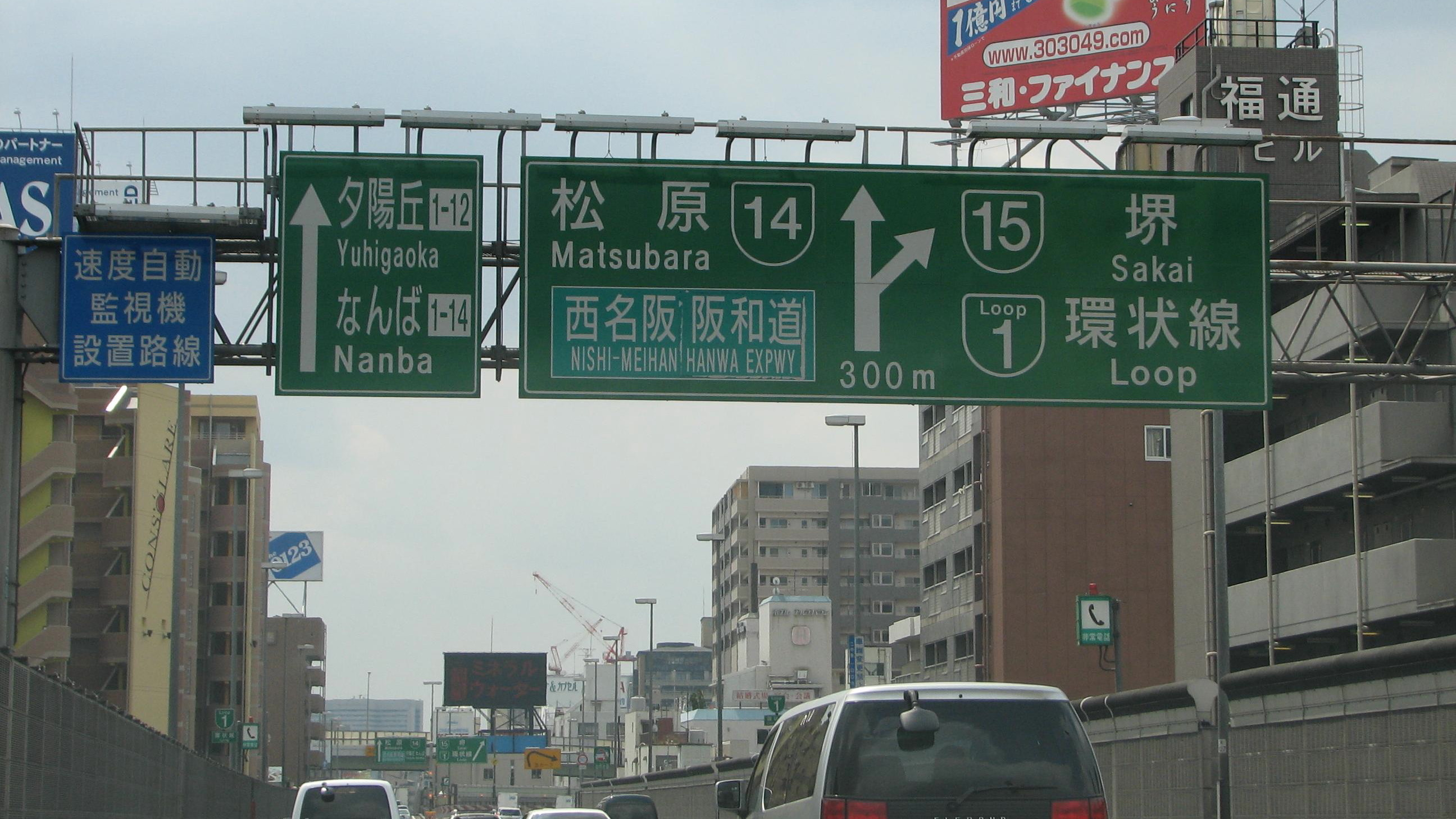
高津ジャンクション

高津ジャンクション（こうづジャンクション）とは、大阪府大阪市の中央区高津にある阪神高速道路1号環状線と15号堺線のジャンクションである。供用以来名前を与えられていなかったが、2018年5月21日に「高津ジャンクション」という仮称とともに名称が募集され、同年6月28日に仮称の通りに命名された。

## 道路
- 阪神高速1号環状線
- 阪神高速15号堺線

## 歴史
- 1967年（昭和42年）3月10日：1号環状線の道頓堀 - 湊町間が開通[3]。
- 1972年（昭和47年）4月5日 : 15号堺線の高津 - 湊町間が開通[4]。
- 1973年（昭和48年）11月14日 : 環状線から堺線下りへのランプが開通し、当JCTが供用[5]。
- 2018年（平成30年）
  - 5月21日：阪神高速道路株式会社がジャンクション名を募集[1]。
  - 6月28日：名称が高津ジャンクションに決定[2]。

## 隣
阪神高速1号環状線
(1-10) 道頓堀出口 - 高津JCT - (1-11) 高津入口
 阪神高速15号堺線
(1-11) 高津入口 - 高津JCT - 湊町JCT - (15-01) 湊町出入口